# Zimelidina
Zimelidina é um inibidor seletivo da recaptação da serotonina (ISRS). Foi o primeiro ISRS a ser comercializado. É estruturalmente diferente dos outros antidepressivos. Zimelidina foi retirado do mercado um ano e meio depois do seu lançamento em 1982, por relatos de casos raros de síndrome de guillain-Barré.
Zimelidina foi desenvolvido no final de 1970 e início de 1980 por Arvid Carlsson, que trabalhava então para a empresa suéca Astra AB. Foi descoberto após uma pesquisa de drogas com estruturas semelhantes a Bronfeniramina, um anti-histamínico com atividade antidepressiva. Zimelidina foi vendido pela primeira vez em 1982.